# 阿富汗交通和民航部
阿富汗交通和民航部（普什圖語：‎）是阿富汗內閣負責管理空中和地面交通、運營機場和國營航空公司以及數個從事交通運輸的國有企業的部門。
阿富汗交通和民航部的總部設在喀布尔安薩里瓦（Ansari Watt）。

## 历史
2001年塔利班倒台後，阿富汗問題波昂國際會議爲阿富汗組建了臨時政府，其中包括一名分管交通運輸的部長和一名分管民航及旅遊業的部長。2004年大選後，新當選的總統哈米德·卡爾扎伊組建了內閣，撤銷了原來分管民航及旅遊業的部長，由原分管交通運輸的部長來負責民航，由阿富汗信息和文化部部長來負責旅遊業。基於2001年簽署的一項協議，阿富汗領空雖然名義上由阿富汗交通和民航部下屬的阿富汗民航局控制，實際仍在美国控制之下。

## 部長
| 部門名稱     | 姓名                        | 任期                 | 備註                                                                               |
| 民航和旅遊部 | 阿卜杜勒·拉赫曼             | 2001年12月-2002年2月 | 2002年2月被刺殺                                                                    |
| 交通部       | 蘇勒坦·哈米德·蘇勒坦        | 2001年12月-2002年6月 |                                                                                    |
| 民航和旅遊部 | 扎爾邁·拉蘇爾               | 2002年2月-2002年6月  |                                                                                    |
| 民航和旅遊部 | 米爾韋斯·薩迪克             | 2002年6月-2004年3月  | 2004年3月在赫拉特與扎希爾·納耶卜扎達（Zahir Nayebzada）的軍隊交火中身亡            |
| 交通部       | 薩耶德·穆罕默德·阿利·賈瓦德 | 2002年6月-2004年12月 |                                                                                    |
| 交通和民航部 | 厄納亞圖拉·卡瑟米           | 2004年12月-2006年3月 |                                                                                    |
| 交通和民航部 | 古勒·胡笙·阿赫馬迪          | 2006年3月-2006年8月  | 未獲得人民院（下院）的信任票                                                       |
| 交通和民航部 | 尼馬圖拉·厄赫桑·賈維德      | 2006年8月-2008年3月  | 因爲國營航空公司阿里亞納阿富汗航空的腐敗問題在任期內被解職                         |
| 交通和民航部 | 哈米杜拉·卡德里             | 2008年3月-2008年11月 | 因未處理好2008年的朝覲而在任期內被總統卡爾扎伊解職                                 |
| 交通和民航部 | 歐瑪·扎希勒瓦勒             | 2008年11月-2009年2月 | 代部長                                                                             |
| 交通和民航部 | 哈米杜拉·法魯基             | 2009年2月-2010年1月  |                                                                                    |
| 交通和民航部 | 穆罕默杜拉·巴塔什           | 2010年1月-2010年6月  | 未獲得人民院（下院）的信任票，但繼任者也未獲得信任票，故被總統卡爾扎伊任命爲代部長 |
| 交通和民航部 | 阿卜杜勒·拉希姆·胡拉斯      | 2010年1月-2010年1月  | 未獲得人民院（下院）的信任票                                                       |
| 交通和民航部 | 道烏德·阿利·納賈菲          | 2010年6月-2012年3月  | 未獲得人民院（下院）的信任票，但最終被任命爲代部長                                 |
| 交通和民航部 | 道烏德·阿利·納賈菲          | 2012年3月至今        | 再次被總統卡爾扎伊任命，此次獲得議會通過，成爲正式部長                             |

## 外部連結
- 阿富汗交通和民航部官方網站（英文）
- 阿富汗交通和民航部官方網站（波斯文）
- 阿富汗交通和民航部官方網站（普什圖文）